# A Flowering Tree
A Flowering Tree es una ópera en dos actos con música de John Adams y libreto en inglés de Peter Sellars. Es un encargo del Festival "New Crowned Hope" en Viena, la Sinfónica de San Francisco, el Centro Barbican en Londres, el Lincoln Center for the Performing Arts de Nueva York y la Filarmónica de Berlín. 
Se estrenó el 14 de noviembre de 2006 en el Museumsquartier de Viena con Eric Owens como el narrador, Russell Thomas como el príncipe, Jessica Rivera como Kumudha, Orquesta Joven Camerata de Venezuela y la Schola Cantorum de Venezuela todo bajo la dirección de John Adams en una producción de Peter Sellars como parte del Festival New Crowned Hope conmemorando el 250.º aniversario del nacimiento de Mozart.  
En las estadísticas de Operabase aparece con sólo 7 representaciones en el período 2005-2010, siendo la tercera de John Adams.

## Grabaciones
- A Flowering Tree con la Orquesta Sinfónica de Londres, la Schola Cantorum de Venezuela y dirigida por el compositor John Adams. También con Eric Owens como el narrador, Russell Thomas como el príncipe, y Jessica Rivera como Kumudha. Grabado en 2007 y lanzado en 2008 en el sello Nonesuch.